# Gesetz zum Schutz der Kinder vor schädlichen Informationen
Das Gesetz Nr. 436 zum Schutz der Kinder vor der für ihre Gesundheit und Entwicklung schädlichen Informationen (russisch О защите детей от информации, причиняющей вред их здоровью и развитию) ist ein russisches föderales Gesetz, das am 21. Dezember 2010 von der russischen Staatsduma verabschiedet wurde und am 1. September 2012 in Kraft getreten ist. Das Gesetz führt eine Kennzeichnung aller Medien mit der Altersfreigabe (0+, 6+, 12+, 16+ und 18+) ein und regelt die Zuordnung der Informationen zu genannten Altersgruppen.

## Änderungen
Das Gesetz wurde durch folgende Gesetze geändert und ergänzt:
- „Gesetz über die Einschränkung des Zugangs zu rechtswidrigen Informationen im Internet“ vom 28. Juli 2012
- „Gesetz über die Einschränkung der Verbreitung von Informationen über die minderjährigen Opfer“ vom 5. April 2013
- „Gesetz zum Schutz der Kinder vor den die Verleugnung der traditionellen Familienwerte propagierenden Informationen“ vom 30. Juni 2013